# كنيسة مريم المقدسة (شيراز)
كنيسة مريم المقدسة (بالفارسية: کلیسای مریم مقدس) هي كنيسة أرمنية رسوليّة تاريخية تعود إلى عصر السلالة الصفوية، تتوسط الحي الأرمني في مدينة شيراز.